# Knutonen

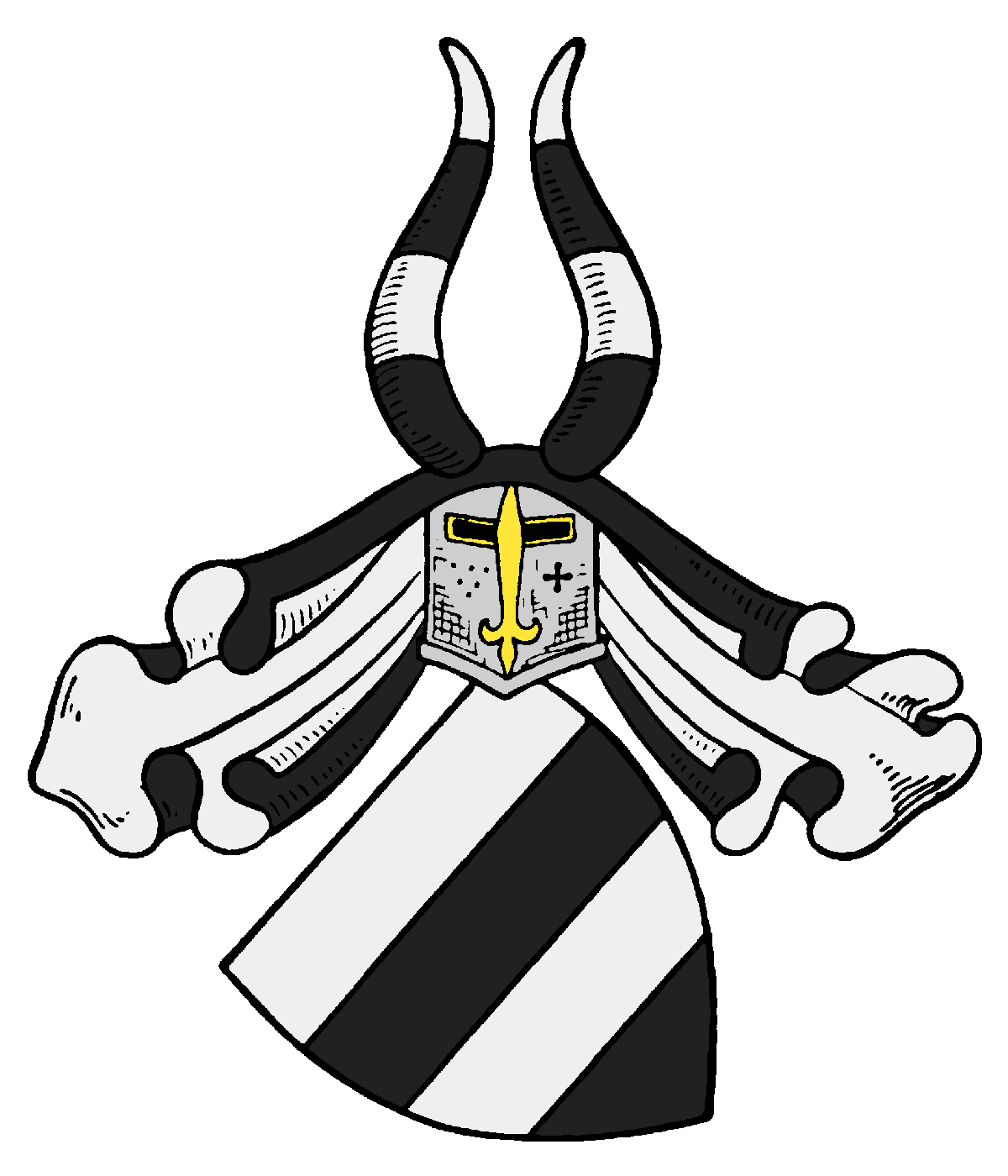
Wappen der Knutonen

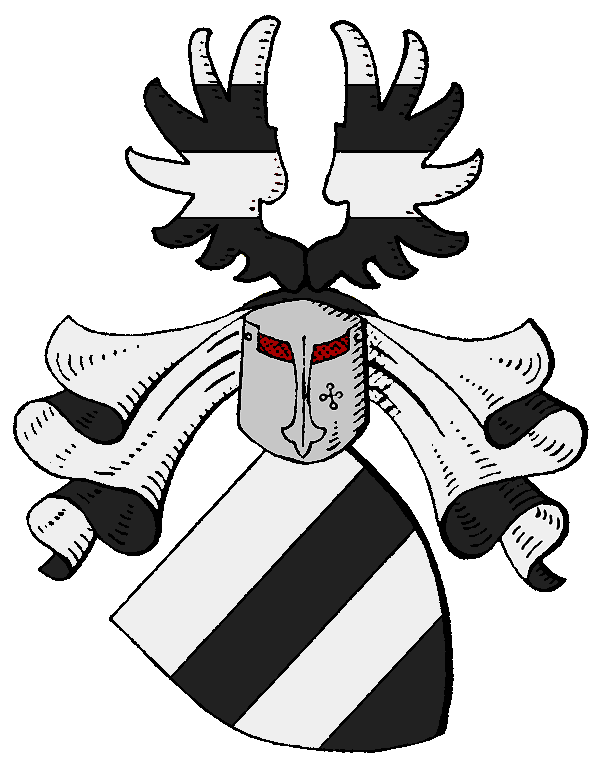
Wappenvariante der Knutonen mit Flug

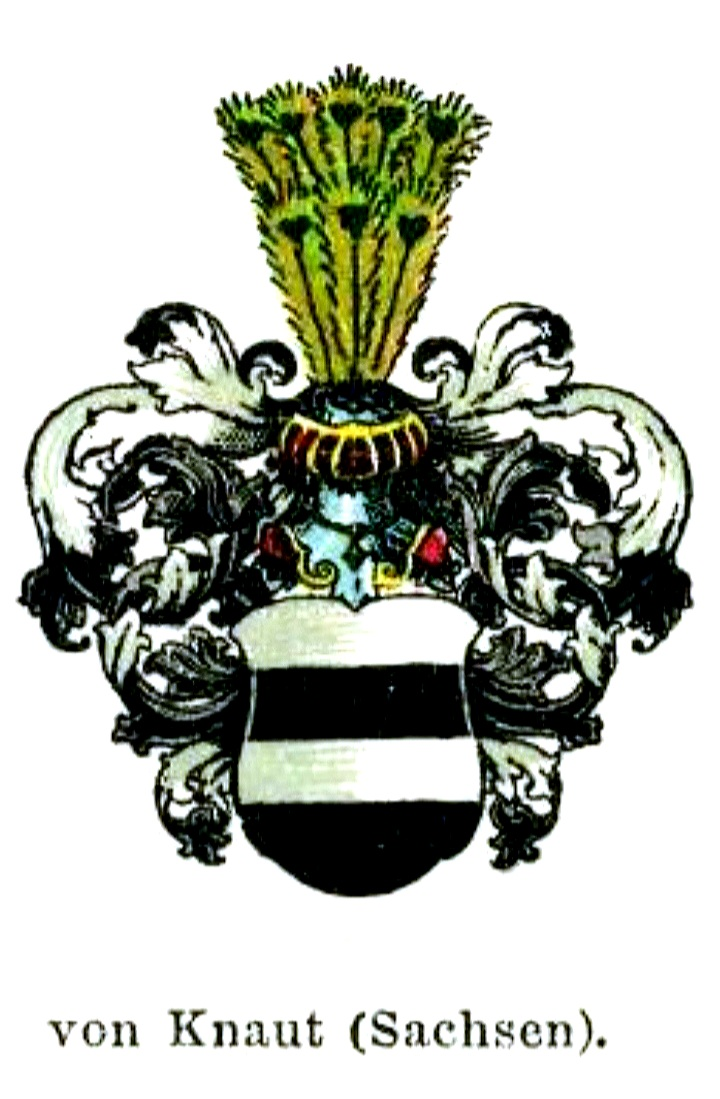
Wappenvariante mit Pfauenfederstoß

Die Ritter Knuth oder Knutonen waren ein altritterliches Geschlecht in Thüringen und Sachsen. Sie werden in Urkunden häufig erwähnt, zumeist als Zeugen. Im 17. Jahrhundert sind die Thüringer Familien Knuth/Knaut erloschen. Die im norddeutschen Raum vorkommenden adligen Familien „von Knut(h)“ haben teilweise in den Knutonen gemeinsame Vorfahren, deren Linien sich aber bereits im 13. Jahrhundert trennten.

## Namensherkunft und -varianten
Alfred Schmekel vermutete in seinem Buch „Historisch topografische Beschreibung des Hochstiftes Merseburg“ aus dem Jahre 1858, dass der Name Knute von dem mittelhochdeutschen Adjektiv „knuz“ hergeleitet werden kann, was so viel wie „kampflustig“ bedeutet. 
Sie werden geschrieben: Knuth, Knuten, Knute, Knůt, Knyt, Knuit, Knuto, Knutho, auch mit dem Beinamen von Scheidungen, Familienbezeichnung: Knutonen, Knutones, Cnutones. Die Verschiedenheit der Schreibweise mit und ohne „h“ hinter dem „t“ ist ohne Bedeutung. Knaut, Knauth, Canutus, Cnaut sind latinisierte Schreibweisen von Knuth und sind mit diesen identisch. Die Schreibweisen Kunitz, Kunich, Kuradt konnten bisher urkundlich nicht belegt bzw. der Familie zugeordnet werden.
Das Knutsche Geschlecht hat nur selten das Adelspräfix „von“ vor den Familiennamen gestellt. In der Regel verzichtete es auf Nennung des Adelsprädikates, da sein Adel allgemein bekannt war.

## Geschichte
1140 erstmals mit Hainrich Knot urkundlich und 1174 in Merseburger Urkunden erwähnt. Die Knutonen waren zur Regentenzeit des Thüringer Landgrafen Albrecht und seines Sohnes Friedrich des Gebissenen deren Räte und standen am Hofe in großem Ansehen. 
Die Knutonen ließen sich auch in der Grafschaft Groitzsch, südlich von Leipzig, nieder. Die Orte Knauthain, Knautnaundorf und Knautkleeberg (Herrensitz 1190) sowie Knöteberg (Knateberg, wüst) waren in deren Besitz und verdanken dem Geschlecht Knaut ihren Namen. 
Das thüringische Geschlecht Knut(h)/Knaut(h), das zu den Stiftsvasallen (nostri fideles) des Bistums Merseburg und der Thüringer Landgrafen gehörte, besaß im 13. und 14. Jh. in Mitteldeutschland, an der mittleren Saale und unteren Unstrut Güter. Sie waren u. a. Castellane der Burgen Burgscheidungen, Allstedt, Sachsenburg, Beichlingen, Kelbra, Weißenfels und vermutlich auch von Leipzig. Sie fügten ihrem Namen auch die Orte hinzu, die sie besaßen oder wo sie Familiensitze hatten, u. a. Scheidingen, Bottendorf, Teuditz, Hayn/Indagine, Markwerben (1312–1315), Breitenbuch, Weißenfels, Zwenkau und Cornere (?). 
Das Geschlecht besaß u. a. in Thüringen und Meißen, an der mittleren Saale und unteren Unstrut Güter zu Agnesdorf (1463–1570), Bischofrode (1463), Burgscheidungen (1230–1294), Borxleben  (1324–1364), Bedra (1260–1321), Bad Bibra (1315–1388), Braunsdorf, Breitungen, Gehofen  (1346–1525), Großkorbetha  (1290), Kachstedt  (1525–1553), Kämmeritz, Kelbra (1478–1486), Kirchscheidungen (1294–1425), Landgrafroda, Langendorf (1230–1315), Möckerling, Muttlau (bei Langendorf, 1290–1298), Mönchpfiffel (1279), Neumark, Niederbösa, Ober- und Untergreißlau (1275–1290), Oeglitzsch (1286), Ostramondra (1461–1596/1612), Penrik (1416, Pennrich), Pulschitz (1292–1302, Wüstung bei Weißenfels), Questenberg  (1453–1670), Ringleben (1440–1448), Thal- und Bergwinkel, Sachsenburg  bei Oldisleben (1279–1312), Teuchern  (1349), Teuditz (1244–1322, gehört seit 1937 zur Gemeinde Tollwitz), Thalheim (1496), Voigtstedt  (1453), Wickerode (1463–1585), Winkel, Wulferode (1463), Zorbau (1290), Weißenfels (1288–1308). (Kämmeritz, Möckerling, Neumark und Zorbau fielen zu Beginn des 20. Jh. der Braunkohleabbau im Geiseltal zum Opfer und existieren heute nicht mehr.) Es war auch in Sachsen, Mecklenburg, Brandenburg, Hessen, Pommern, Anhalt, Schwarzburg und im Stolbergischen beheimatet und begütert.

## Bedeutende Vertreter
- Knaut, Ritter, 1260 Hauptburgmann der Burg Allstedt
- Herman Knaut, 1295 Rat des Thüringer Landgrafen Friedrich
- Konrad Knaut, 1325 Domherr in Bamberg
- Albrecht Knaut, 1347 bis 1367, Propst in Bautzen und Domherr zu Meißen
- Konrad Knaut, 1366 bis 1385 Domkirchenvikar zu Meißen
- Friedrich Knaut, 1400 Domherr und von 1410 bis 1434 Dechant des Halberstädter Doms St. Stephanus
- Albrecht Knaut, 1436 Bruder des Deutschordens in Golub
- Hans Knauth der Ältere († um 1485), Ritter, Amtmann von Sangerhausen und Lehnsmann der Grafen zu Stolberg
- Hans Knaut, auf dem Eichsfeld gesessen, Amtmann zu (Giesel-)Werder, 1505–1511 Rat des Landgrafen Wilhelm d. Ä. von Hessen

## Wappen
Das Wappen ist von Silber und Schwarz drei- oder viermal geteilt. Verschiedene Helmzierden: 1.) offener, wie der Schild gezeichneter und tingierter Flug, 2.) ein Pfauenspiegel. 3.) zwei, wie der Schild tingierte, Büffelhörner. Decken: Schwarz und Silber. 
Der später im Harzgebiet lebende Familienzweig führt statt Silber-Schwarz die Farben Silber-Rot.

### Historische Wappenvarianten

Wappen der Ritter Knuth in Siebmachers Wappenbuch von 1605
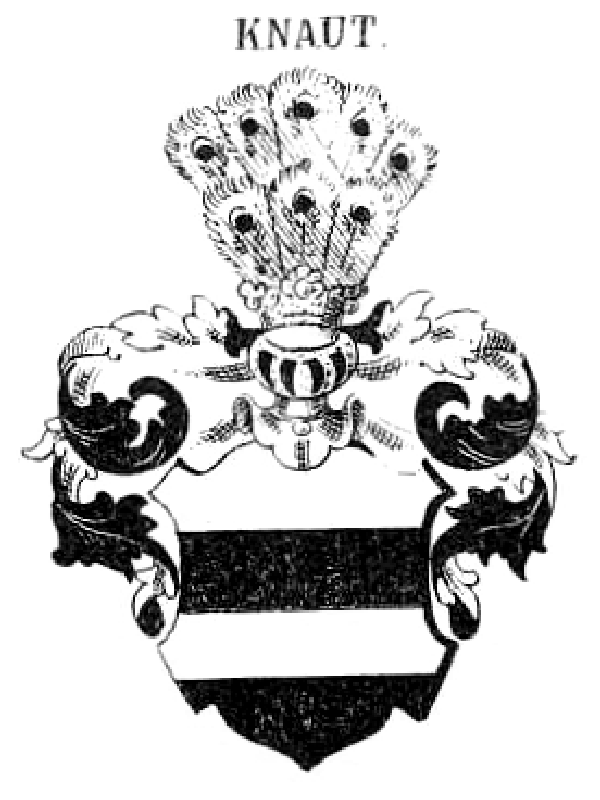
Wappen der Knaut in Siebmachers Wappenbuch von 1884
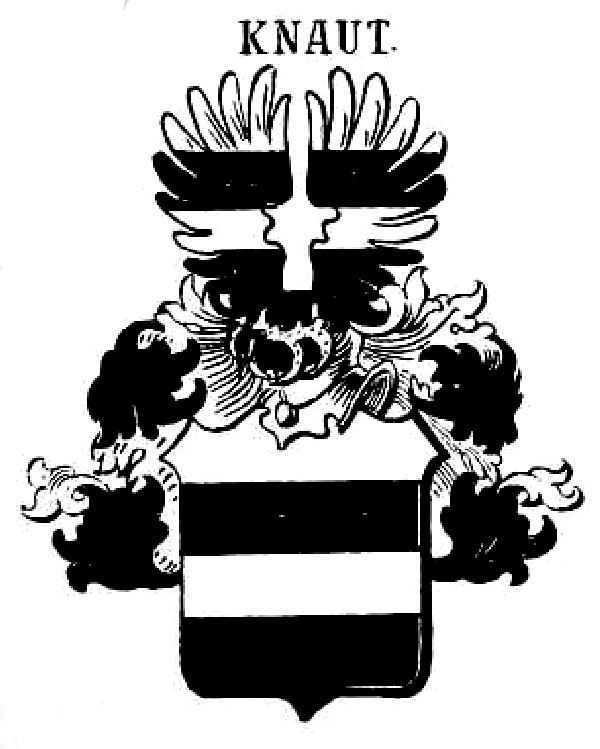
Wappen der Knaut in Siebmachers Wappenbuch von 1908